# Watkins, Iowa
Watkins är en ort i Benton County i delstaten Iowa, USA.